# James Wilson (labdarúgó, 1995)
James Wilson (Bidduloh, 1995. december 1. –) angol labdarúgó, posztját tekintve csatár, a Port Vale játékosa.

## Pályafutása

### Manchester United
A Biddulphban született Wilsonra először hétévesen figyelt fel a Manchester United. A klub utánpótlás akadémiájára került, majd 2010 októberében 14 évesen már a négy évvel idősebbek között lépett pályára a szlovák 1. FC Tatran Prešov ellen. A következő két idényben az U18-as korosztályban termelte a gólokat, pályára lépett a Milk Cup elnevezésű utánpótlás tornán is. A 2011-12-es idény második mérkőzésén eltörte a bokáját, majdnem öt hónapba telt mire felgyógyult. Visszatérése után 13 bajnokin öt gólig jutott, és a szezon végén már a tartalékok között is bemutatkozott.
Miután a  2012-13-as szezont öt góllal kezdte az első öt mérkőzésen, majd további négyet szerzett az első tíz bajnokin, a 17. születésnapján aláírta első profi szerződését. 2013 januárjában egy újabb sérülés miatt három hónapig nem tudott pályára lépni, de még időben visszatért ahhoz, hogy az U18-as korosztály gólkirálya legyen 18 mérkőzésen szerzett 14 góljával.
A következő szezon nagy részét már  a tartalékok közt töltötte, pályára lépett az FA Youth Cup-on, és az UEFA Youth League-ben. 2014. április 5-én leülhetett a felnőtt csapat kispadjára a Newcastle United elleni bajnokin.
Egy hónappal később, május 6-án bemutatkozott a Premier League-ben. A United 3–1-es győzelmet aratott a Hull City felett, a mérkőzés hőse a két gólt szerző James Wilson volt, aki Robin van Persiet váltotta a 64. percben.
Wilson a 2014-2015-ös szezonban már több lehetőséget kapott a felnőttek között, összesen 13 bajnokin szerepelt a Manchester United színeiben, és egy gólt szerzett, január 17-én a Queens Park Rangers ellen talált be. Szeptemberben négy évvel, 2019 nyaráig szerződést hosszabbított.

### Brighton & Hove Albion
2015. november 26-án kölcsönbe került a Championshipben szereplő Brighton & Hove Albion csapatához. Két nappal később Bobby Zamora cseréjeként debütált, az utolsó 24 percre állt be a Birmingham City elleni 2-0-s győzelem alkalmával. December 5-én először volt a kezdő csapat tagja, és megszerezte az első gólját a Charlton Athletic ellen (3-2).

### Derby County
2016. augusztus 20-án a Derby County bejelentette, hogy egy évre kölcsönvette Wilsont a Manchester Unitedtől.

### Sheffield United
2018 januárjában a Sheffield United vette kölcsön a szezon hátralevő részére.

### Aberdeen
2018. augusztus 13-án a skót élvonalban szereplő Aberdeen vette kölcsön a 2018–2019-es szezon végéig. Első gólját szeptember 22-én szerezte a csapatban a Motherwell ellen 1–0-ra megnyert bajnokin. A 2018-2019-es bajnokság során 24 mérkőzésen négyszer volt eredményes.
2019 nyarán lejárt a szerződése a Manchester Unitednél, ezt követően az Aberdeen szerződtette a szabadon igazolható játékost.

### A válogatottban
Wilson pályára lépett Anglia összes utánpótlás válogatottjában. Góllal debütált 2013 októberében az angol U19-es, és 2015. szeptember 3-án az angol U21-es válogatottban is.

## Statisztika
Frissítve: 2016. szeptember 18.
| Klub                          | Szezon           | Bajnokság        | Bajnokság     | Bajnokság | FA-kupa       | FA-kupa | Ligakupa      | Ligakupa | Nemzetközi kupa | Nemzetközi kupa | Egyéb         | Egyéb | Összesen      | Összesen |
| Klub                          | Szezon           | Bajnokság        | Pályára lépés | Gólok     | Pályára lépés | Gólok   | Pályára lépés | Gólok    | Pályára lépés   | Gólok           | Pályára lépés | Gólok | Pályára lépés | Gólok    |
| ----------------------------- | ---------------- | ---------------- | ------------- | --------- | ------------- | ------- | ------------- | -------- | --------------- | --------------- | ------------- | ----- | ------------- | -------- |
| Manchester United             | 2013–14          | Premier League   | 1             | 2         | 0             | 0       | 0             | 0        | 0               | 0               | 0             | 0     | 1             | 2        |
| Manchester United             | 2014–15          | Premier League   | 13            | 1         | 3             | 1       | 1             | 0        | –               | –               | –             | –     | 17            | 2        |
| Manchester United             | 2015–16          | Premier League   | 1             | 0         | 0             | 0       | 1             | 0        | –               | –               | –             | –     | 2             | 0        |
| Manchester United             | Összesen         | Összesen         | 15            | 3         | 3             | 1       | 2             | 0        | 0               | 0               | 0             | 0     | 20            | 4        |
| Brighton & Hove Albion (loan) | 2015–16          | Championship     | 25            | 5         | 0             | 0       | 0             | 0        | –               | –               | 2             | 0     | 27            | 5        |
| Karrier összesen              | Karrier összesen | Karrier összesen | 40            | 8         | 3             | 1       | 2             | 0        | 0               | 0               | 2             | 0     | 47            | 9        |